# 뒤랑달
뒤랑달(프랑스어: Durandal) 또는 듀랜달(영어: Durandal)은 샤를마뉴 전설에 등장하는 12기사 중 하나인 롤랑의 보검이다. 
롤랑은 이 보검을 들고 롱스보 전투 당시 전사하는 순간까지 부상에도 불구하고 계속 저항하며 사투를 벌이다가, 결국 신호용 뿔나팔을 불어 샤를마뉴에게 위기를 알렸고, 이후 계속 분전하면서 검을 부러뜨리려다 실패하고 전사하였다. 검의 행방은 공식적으로는 묘연하나, 프랑스 미디피레네 주 로트 현 로카마두르 성 안의 절벽에 꽂힌 한 검이 이 이름으로 불리고 있으며, 일부는 이것이 진품 뒤랑달이라 믿고 있다고 한다. 그러나 2024년 7월 초에 이 검이 도난당하였으나 현지 당국에서는 도난당한 검이 진짜 뒤랑달의 복제품일 뿐이라는 입장을 밝힌 것으로 알려졌다.
1. ↑  “1천300년간 절벽 박혀있던 '프랑스판 엑스칼리버' 도난”. 2024년 7월 3일. 2024년 7월 5일에 확인함.